# Marco Bülow

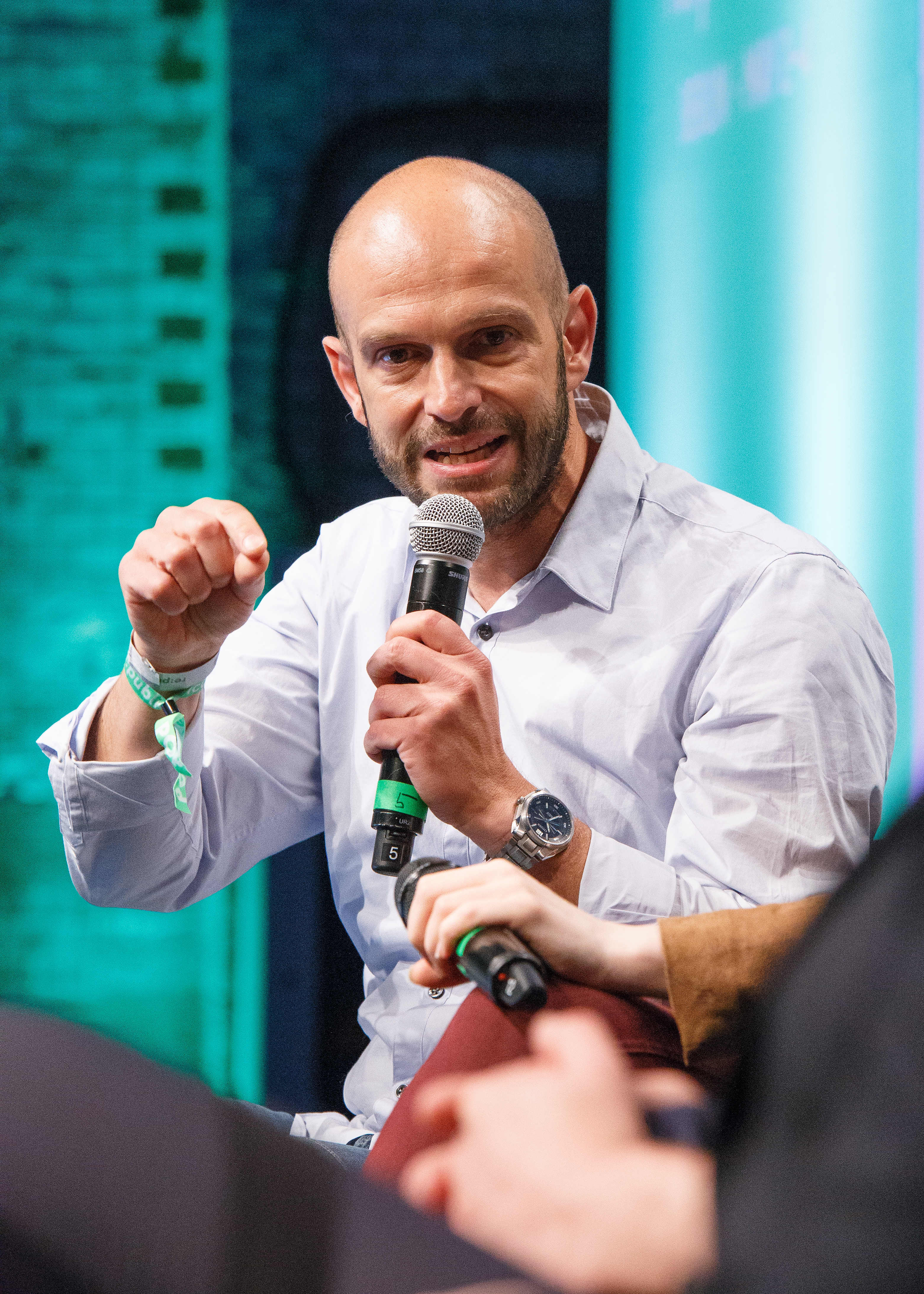
Marco Bülow (2018)

Marco Bülow (* 14. Juni 1971 in Dortmund) ist ein deutscher Politiker (Die PARTEI, bis 2018 SPD) und Autor. Von 2002 bis 2021 gehörte er als direkt gewählter Abgeordneter im Bundestagswahlkreis Dortmund I dem Deutschen Bundestag an.

## Laufbahn
Nach dem Abitur an der Anne-Frank-Gesamtschule in Dortmund studierte Bülow Journalistik, Geschichte und Politikwissenschaft an der Technischen Universität Dortmund. Er brach sein Studium allerdings ohne Abschluss ab. Danach war er als freier Journalist tätig.

## Politische Tätigkeiten
Von 1992 bis 2018 war Bülow Mitglied der SPD. Er engagierte sich zunächst bei den Jusos und war 1992 bis 1999 Mitglied im Juso-Vorstand Dortmund, zeitweise auch als Vorsitzender. Er gründete die Juso-Hochschulgruppe neu und war 1992 bis 1995 Mitglied des Studentenparlaments sowie 1992 bis 1994 Mitglied im AStA, unter anderem als stellvertretender Vorsitzender. 1996 wurde er Mitglied im SPD-Vorstand Dortmund. Von 1999 bis 2002 war Bülow sachkundiger Bürger im Stadtrat Dortmund.
Von 2002 bis 2021 war Bülow Mitglied des Deutschen Bundestages. Hier war er 2002 bis 2005 stellvertretender Sprecher der Gruppe der jungen Abgeordneten „Youngsters“ in der SPD-Bundestagsfraktion. Von 2005 bis 2009 war er Sprecher der Fraktionsarbeitsgruppe für Umwelt, Naturschutz und Reaktorsicherheit. Diese Funktion gab er 2009 ab und wurde bis zur Bundestagswahl 2013 stellvertretender Energiepolitischer Sprecher. Innerhalb der SPD-Bundestagsfraktion gehörte er der Parlamentarischen Linken an.
Bei der Bundestagswahl 2017 wurde er erneut direkt in den Bundestag gewählt. Seitdem war er ordentliches Mitglied im Bundestagsausschuss für wirtschaftliche Zusammenarbeit und Entwicklung sowie stellvertretendes Mitglied im Ausschuss für Umwelt, Naturschutz und Reaktorsicherheit. Seit seinem Austritt aus der SPD am 28. November 2018 saß Bülow als partei- und fraktionsloser Politiker im Parlament. Sein Austritt aus der SPD im November 2018 geschah als Reaktion auf länger andauernde inhaltliche und personelle Verstimmungen zwischen Bülow und der Partei.
Am 17. November 2020 trat Bülow in die Die PARTEI ein und war damit der erste Bundestagsabgeordnete der Partei.  Er war beratendes Mitglied im Ausschuss für Umwelt, Naturschutz und Reaktorsicherheit.
Bei der Bundestagswahl 2021 trat er für Die PARTEI im Wahlkreis Dortmund I an und erhielt 8,6 % der Erststimmen, womit er viertstärkster Kandidat wurde.

## Positionen
Bülow war 2018 Mitunterzeichner des Aufrufs für die Organisation Aufstehen.

## Mitgliedschaften
In Dortmund engagierte Bülow sich über lange Zeit in der Dortmunder Aidshilfe. Zudem ist er Mitglied in der Arbeiterwohlfahrt, ver.di, Amnesty International, Greenpeace und Anhänger von Borussia Dortmund.
Im Januar 2016 gründete er zusammen mit anderen die Initiative „Demokratie Plus“, die nach eigenen Angaben das Ziel hat, „unsere Demokratie nachhaltig zu verbessern und voranzutreiben“.
Bülow ist Mitgründer der Initiative überLeben, die im November 2024 Mitveranstalter der Good COP als Alternative zur UN-Klimakonferenz in Baku (COP29) war.

## Familie
Marco Bülow ist geschieden. Er wurde im November 2010 Vater von Zwillingen, einem Jungen und einem Mädchen, wobei der Sohn allerdings noch am Tag der Geburt starb. Daraufhin nahm Bülow eine politische Auszeit bis Februar 2011.

## Buchveröffentlichungen
- Generation Zukunft : ein Plädoyer für verantwortungsbewusstes Handeln. Riemann, 2004, ISBN 978-3-570-50058-3.
- Wir Abnicker : über Macht und Ohnmacht der Volksvertreter. Econ, 2010, ISBN 978-3-430-30042-1.
- Lobbyland : Wie die Wirtschaft unsere Demokratie kauft. Das Neue Berlin, 2021, ISBN 978-3-360-50173-8.
- Den Krieg verlernen : Zum Vermächtnis einer Pazifistin. VSA, 2024, ISBN 978-3-96488-211-0.
- Korrumpiert : Wie ich fast Lobbyist wurde und jetzt die Demokratie retten will. Westend    , 2025, ISBN  978-3-86489-484-8